# Augusto de Lima (político)
Antônio Augusto de Lima (Nova Lima, então Congonhas de Sabará, 5 de abril de 1859 — Rio de Janeiro, 22 de abril de 1934) foi um jornalista, poeta, magistrado, jurista, professor universitário e político brasileiro.

## Biografia
Antônio Augusto de Lima começou os estudou em Sabará, seguindo depois para o Seminário de Mariana e o Colégio do Caraça. Posteriormente estudou na Faculdade de Direito do Largo de São Francisco em 1882, onde foi colega de seu irmão, Bernardino de Lima.
Em 1883 foi promotor, depois juiz municipal de Leopoldina. Posteriormente foi nomeado juiz de direito da comarca de Conceição da Serra (ES), até maio de 1890, assumindo, em agosto deste ano, a chefia de polícia do estado em Ouro Preto, então capital do estado de Minas Gerais.
Foi durante seu mandato como Governador de Minas Gerais (1891) que propôs e defendeu a mudança da capital do estado de Ouro Preto para o Curral del Rei (atual Belo Horizonte), a qual foi efetivada no governo seguinte, de Afonso Pena.
Casou-se com Vera Monteiro de Barros de Suckow, neta do major Hans Wilhelm von Suckow e Augusto de Lima Júnior, intelectual mineiro, foi o primogênito de um total de sete filhos.
Em 1903 foi eleito membro da Academia Brasileira de Letras, ocupando a cadeira 12, sendo eleito seu presidente em 1928.
Em 1906, foi eleito deputado federal, mudando-se para Rio de Janeiro, sendo reeleito em sete legislaturas, e participou ativamente do Governo Provisório de 1930 até falecer em 1934.
Dentre seus trabalhos legislativos, defendeu fortemente a causa das matas brasileiras. Em 1915 resgatou uma proposta feita pelo presidente Hermes da Fonseca em 1914 que estava parada nos ministérios. Durante discussões, chegando a comparar a defesa das matas brasileiras como sendo tão importante quanto a abolição da escravatura. Depois de anos, foi presidente da 20ª subcomissão legislativa que construiu o anteprojeto do primeiro Código Florestal Brasileiro (entregue em 1931, aprovado em 1934).
A poesia de Augusto de Lima mostra uma forte vertente panteísta, ligada ao meio ambiente, e faz questionamentos existenciais aliados a um ponto de vista ético e universalista.

## Academia Brasileira de Letras
Ocupou a cadeira 12 da Academia Brasileira de Letras e seu presidente em 1928.